# Уэллс, Лайонел, 6-й барон Уэллс
Ла́йонел Уэ́ллс, 6-й баро́н Уэ́ллс (англ. Lionel de Welles, 6th Baron Welles; ок. 1406 — 29 марта 1461) — английский пэр; лорд-лейтенант Ирландии. Лайонел участвовал в битве при Таутоне на стороне Ланкастеров, за что был лишён всех титулов и прав посмертно в декабре 1461 года; из-за этого его сын не мог унаследовать баронство отца вплоть до отмены лишения в июне 1467 года.
Вторым браком Лайонел был женат на Маргарет Бошан из Блетсо и, таким образом, был отчимом Маргарет Бофорт — матери короля Генриха VII.

## Биография
Лайонел Уэллс родился приблизительно в 1406 году в семье Ода Уэллса и его жены Мод Грейсток и был старшим из двоих детей пары — его младший брат Уильям (1409/1410—1463) с 1461 года служил лорд-канцлером Ирландии. По отцу Лайонел был внуком Джона Уэллса, 5-го барона Уэллса, и Элеанор Моубрей, дочери Джона Моубрея, 4-го барона Моубрея; по матери — Ральфа Грейстока, 3-го барона Грейстока, и Кэтрин Клиффорд, дочери Роджера Клиффорда, 5-го барона Клиффорда.
Отец Лайонела умер вероятно до 26 июля 1417 года; в этот момент в живых всё ещё оставался отец Ода Джон Уэллс. Наследником деда стал Лайонел; Джон Уэллс умер в 1421 году и Лайонел получил его баронство и земли, но так как он был несовершеннолетним, опека над мальчиком и управление его имуществом были переданы его будущему тестю Роберту Уотертону (ок. 1360—1425) как «надежному слуге Джона Гонта и королей [из династии] Ланкастеров».
Лайонел был посвящён в рыцари герцогом Бедфордом в Лестере 19 мая 1426 года, и 5 декабря следующего года он получил контроль над своими владениями. В 1430 году Уэллс сопровождал молодого короля во Францию, где в декабре 1431 года Генрих VI был коронован в Нотр-Дам де Пари. Лайонел заседал в парламенте как барон Уэллс с 25 февраля 1432 года по 30 июля 1460 года, а также был членом Тайного совета до 12 ноября 1434 года. В 1436 году Уэллс вместе с Хамфри Глостером был направлен на снятие бургундской осады Кале. Вплоть до февраля 1438 года Лайонел был членом двора Генриха VI, затем 12 февраля он был направлен в Ирландию, где занял пост лорд-лейтенанта. Историк Майкл Хикс отмечает, что Лайонел не справился со своими обязанностями, поскольку «не смог контролировать соперничающие группировки и ушёл в отставку досрочно в 1442 году». Вместе с Ричардом Вудвиллом, 1-м графом Риверсом, он занимал пост заместителя при Эдмунде Бофорте — лейтенанте Кале с 1451 по 1455 год; вероятно, Уэллс оставался в Кале до 20 апреля 1456 года, когда новым лейтенантом Кале стал Ричард Невилл, 16-й граф Уорик. Несмотря на эти назначения, по мнению Хикса, Уэллс был по сути лишь линкольнширским помещиком; он был мировым судьей и заседал в других комиссиях в своём округе.
14 мая 1457 года Лайонел вместе с графом Шрусбери был посвящён в рыцари Подвязки, а в октябре того же года он отбыл в Кале вместе с подкреплением.
В 1459 году в Ковентри Уэллс принёс присягу Ланкастерам. 23 сентября того же года он участвовал в битве при Блор-Хиф и был взят в плен войсками Йорков, однако вскоре освобождён. 17 февраля 1461 года Лайонел и его старший сын вместе с армией Маргариты Анжуйской участвовали в победоносной битве при Сент-Олбансе. Месяц спустя, 29 марта, Уэллс вновь со старшим сыном принял участие в битве при Таутоне, в которой и был убит. 21 декабря 1461 года Лайонелл посмертно был осуждён парламентом, лишён всех владений, титулов и наград. Он был похоронен рядом с первой женой в приходской церкви Метли, Йоркшир.

### Семья
Первой женой Лайонела примерно с 1426 года была Джоан Уотертон, дочь эсквайра Роберта Уотертона и его второй жены Сесили Флеминг, дочери сэра Роберта Флеминга. В этом браке у Лайонела было пятеро детей:
- Ричард (ок. 1428—1470) — 7-й барон Уэллс. Был женат на Джоан Уиллоуби, дочери и наследнице Роберта Уиллоуби, 6-го барона Уиллоуби де Эрзби, и Элизабет Монтегю. В этом браке у Ричарда было двое детей — сын Роберт и дочь Джоан. Ричард, как когда-то и его отец, был лишён прав за участие в восстании против короля Эдуарда IV и потому его дети унаследовали только титулы и владения матери[11].
- Сесили — была замужем за сэром Робертом Уиллоуби из Пархэма, от которого родила двоих сыновей[12]; старший сын Сесили Кристофер унаследовал баронство Уиллоуби де Эрзби после смерти Джоан, дочери Ричарда Уэллса[13].
- Маргарет (ум. 13 июля 1480) — была замужем последовательно за сэром Томасом Даймоком и эсквайром Робертом Редклиффом[14][13].
- Элеанор — была замужем за Томасом Хоо, бароном Хоо и Гастингс, от которого родила трёх дочерей[15].
- Кэтрин — была замужем последовательно за сэром Томасом де ла Лондем и эсквайром Робертом Темпестом[13].

Приблизительно 14 апреля 1447 года Уэллс женился на дважды овдовевшей Маргарет Бошан из Блетсо, от которой у него родился сын:
- Джон (ок. 1449—1498) — был женат на Сесилии Йоркской, дочери короля Эдуарда IV и Елизаветы Вудвилл, сестре королевы Елизаветы Йоркской; в этом браке родилось трое детей.

## Комментарии
1. ↑  Также упоминается как Лео и Лайон Уэллс[3].